# Akamboja
Akamboja is een geslacht van kevers. De wetenschappelijke naam van het geslacht is voor het eerst geldig gepubliceerd in 2017 door Roza, Quintino, Mermudes en Silveira.

## Soorten
De volgende soorten zijn bij het geslacht ingedeeld:
- Akamboja caparaoensis Roza, Quintino, Mermudes & Silveira, 2017[2]
- Akamboja cleidae Roza, Quintino, Mermudes & Silveira, 2017[3]
- Akamboja minimum Roza, Quintino, Mermudes & Silveira, 2017[4]
- Akamboja monteirorum Roza, Quintino, Mermudes & Silveira, 2017[5]
- Akamboja tenebrae Roza, Quintino, Mermudes & Silveira, 2017[6]